# Thorsten Kutschke

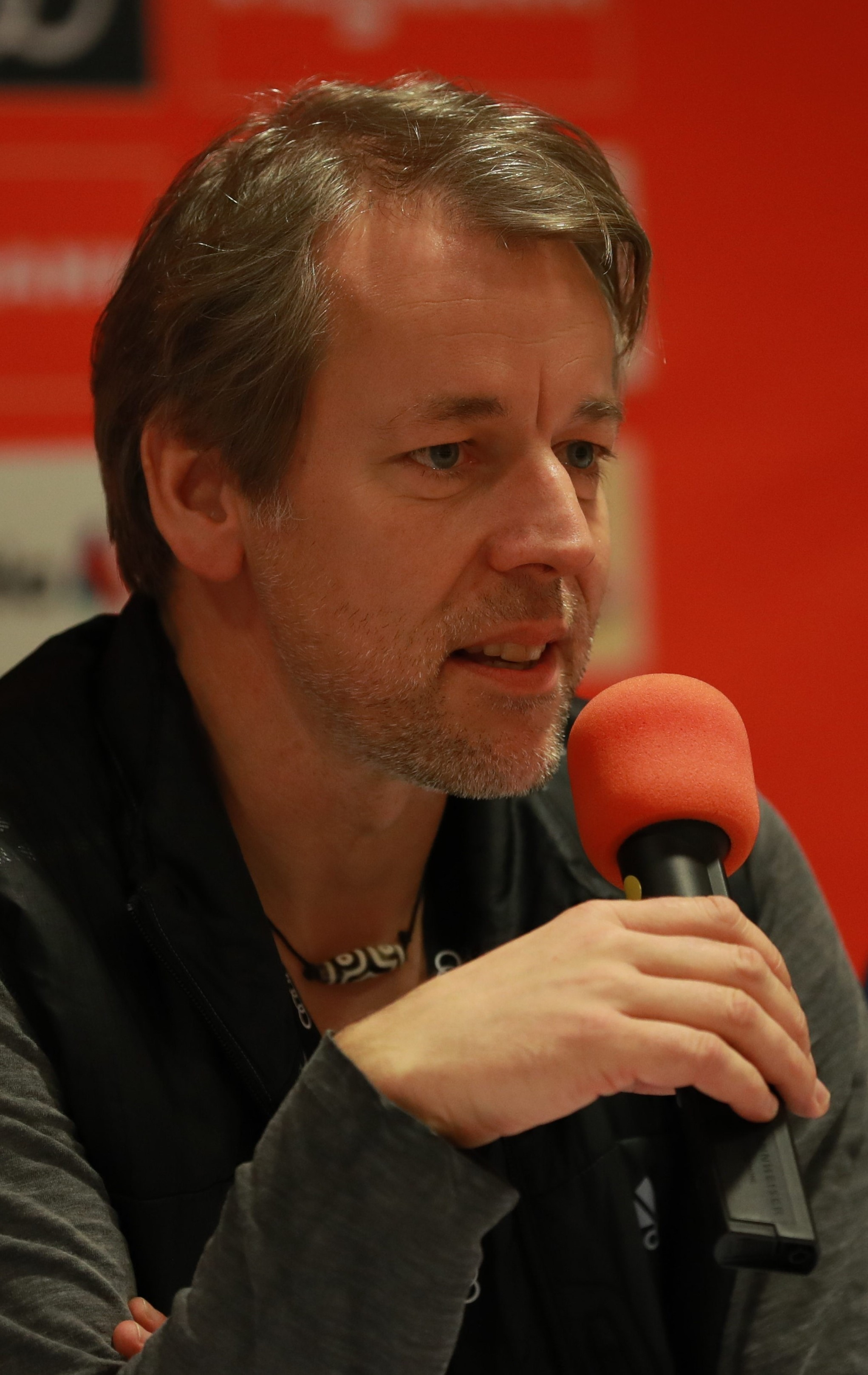
Thorsten Kutschke 2018

Thorsten Kutschke (* 28. Juli 1970 in Dresden) ist ein deutscher Journalist und Fernsehmoderator.

## Leben
Kutschke wuchs in Nünchritz und Glaubitz auf. Er betrieb zehn Jahre lang Leichtathletik als Leistungssport.
Von 1990 bis 1997 war er Mitarbeiter der Sportredaktion bei der Tageszeitung Dresdner Neueste Nachrichten in Dresden.
Seit 1998 arbeitet er freiberuflich für das Fernsehen und ist seit 2001 hauptsächlich als Redakteur und Moderator des Fernsehmagazins Biwak des Mitteldeutschen Rundfunks tätig.
Thorsten Kutschke lebt in Dresden-Neustadt.
Am 17. Juni 2021 wurde sein Sohn Gabriel geboren.

## DVDs
- Biwak Vol. 1 - Winterliche Rheuma-Regatta - Eiger-Nordwand - Sächsische Schweiz, 2007
- Traum-Touren vom Elbsandstein bis ins ewige Eis, 2009